# Calgary-Lougheed
Circonscription électorale provinciale du Canada
Calgary-Lougheed est une circonscription électorale provinciale de l'Alberta (Canada), située dans le sud-ouest de Calgary. Elle prend son nom de l'ancien premier ministre de l'Alberta Peter Lougheed. 
Depuis 2023, son député est le conservateur Eric Bouchard.

## Liste des députés
| Années | Années          | Député         | Parti politique           |
| ------ | --------------- | -------------- | ------------------------- |
|        | 1993 - 1997     | Jim Dinning    | Progressiste-conservateur |
|        | 1997 - 2001     | Marlene Graham | Progressiste-conservateur |
|        | 2001 - 2004     | Marlene Graham | Progressiste-conservateur |
|        | 2004 - 2008     | Dave Rodney    | Progressiste-conservateur |
|        | 2008 - 2012     | Dave Rodney    | Progressiste-conservateur |
|        | 2012 - 2015     | Dave Rodney    | Progressiste-conservateur |
|        | 2015 - 2017     | Dave Rodney    | Progressiste-conservateur |
|        | 2017            | Dave Rodney    | Conservateur uni          |
|        | 2017-2019       | Jason Kenney   | Conservateur uni          |
|        | 2019 - 2022     | Jason Kenney   | Conservateur uni          |
|        | 2022 - 2023     | Vacant         |                           |
|        | 2023 - en cours | Eric Bouchard  | Conservateur uni          |